# 明脊冠網蝽
明脊冠網蝽（学名：Stephanitis esakii）为網蝽科冠網蝽屬下的一个种。